# Semla Dammsjön
Semla Dammsjön var en sjö i Fagersta kommun i Västmanland och ingår i Norrströms huvudavrinningsområde. Sjön har en area på 0,0648 kvadratkilometer och ligger 123,6 meter över havet.

## Delavrinningsområde
Semla Dammsjön ingår i det delavrinningsområde (665252-149967) som SMHI kallar för Inloppet i Kratten. Medelhöjden är 147 meter över havet och ytan är 38,7 kvadratkilometer. Räknas de 108 avrinningsområdena uppströms in blir den ackumulerade arean 2 242,31 kvadratkilometer. Kolbäcksån som avvattnar avrinningsområdet har biflödesordning 3, vilket innebär att vattnet flödar genom totalt 3 vattendrag innan det når havet efter 208 kilometer. Avrinningsområdet består mestadels av skog (77 procent). Avrinningsområdet har 1,75 kvadratkilometer vattenytor vilket ger det en sjöprocent på 4,5 procent. Bebyggelsen i området täcker en yta av 5,4 kvadratkilometer eller 14 procent av avrinningsområdet.